# Megarthrus fennicus
Megarthrus fennicus är en skalbaggsart som beskrevs av Lahtinen 1938. Megarthrus fennicus ingår i släktet Megarthrus, och familjen kortvingar. Arten är reproducerande i Sverige.